# Roger de Barbarin
Émile Roger Thomas de Barbarin (* 4. Juni 1860 in Paris; † 4. März 1925 ebenda) war ein französischer Sportschütze.

## Erfolge
Bei den Olympischen Spielen 1900 in seiner Geburtsstadt Paris trat Roger de Barbarin in der Disziplin Trap an. In dieser erzielte er wie René Guyot 17 Punkte, den er im anschließenden Stechen mit 13:12 schlug und somit erster Olympiasieger im Trap wurde.